# Jeremjáš

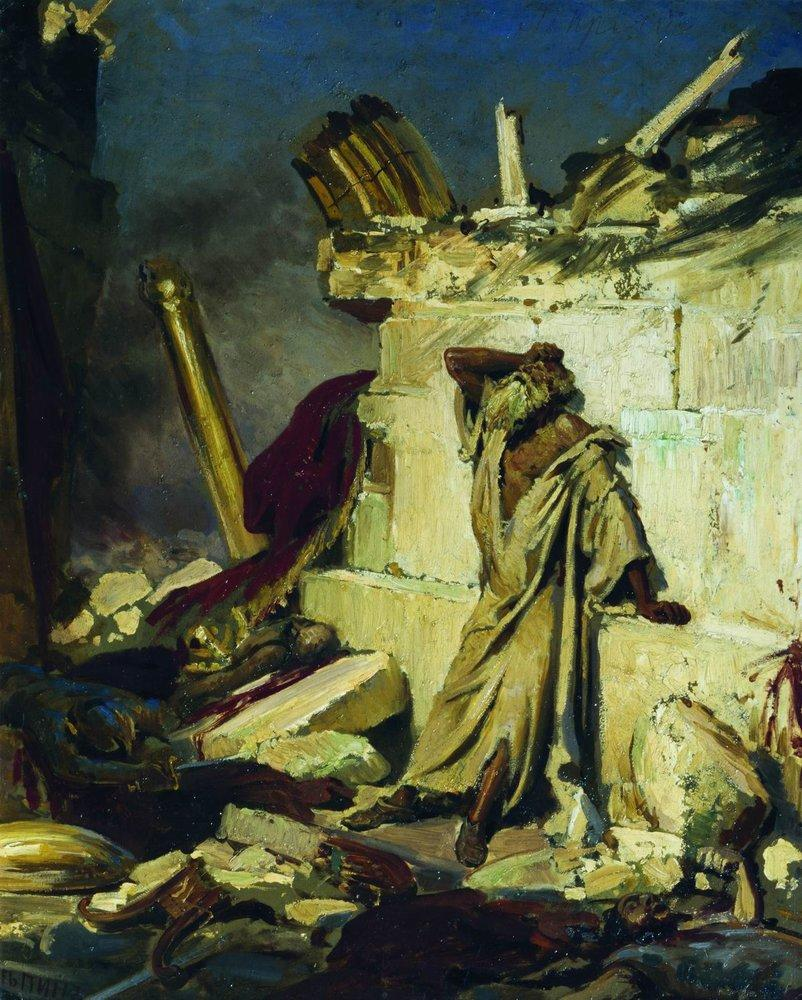
Ilja Repin: Jeremjáš naříkající nad zničením Jeruzaléma (1870)

Jeremjáš (hebr. יִרְמְיָהוּ Jirmejahu, nebo יִרְמְיָה Jirmeja), přepisováno též jako Jeremiáš, syn Chilkijášův, byl starozákonní prorok. Jeho jméno je možné přeložit jako „Vyvyšuje Hospodin“ a vykládá se též jako „Vyvolený Hospodinem“. Přesné datum prorokova narození ani jeho smrti není známo – působil od dnů krále Jóšijáše až do zániku Judského království v roce 587/586 př. n. l. Jediné prameny o jeho životě a působení pocházejí ze stejnojmenné knihy Jeremjáš a z posledních kapitol Druhé knihy královské. Židovský učenec Abraham Zacuto ve své Knize genealogií uvádí, že Jeremjáš převzal ústní Tóru od proroka Sofonjáše, což bylo podle něj 16. převzetí tradice předávané mezi proroky a celkové 20. převzetí tradice předávané mezi největšími židovskými náboženskými učenci od Sinaje.

## Život

### Původ
Podle údajů z biblických knih pocházel prorok Jeremjáš z kněžské rodiny, která sídlila v lévijském městě Anatótu „v zemi Benjamínově“. Prorok začal působit ve 13. roce vlády judského krále Jóšijáše (640–609 př. n. l.), tj. přibližně v roce 627 př. n. l. Jeho působení za tohoto krále je však nejasné, neboť se o něm ve svých výrocích nikde nezmiňuje. Nenajdeme v nich žádnou narážku na Jóšijášovu náboženskou reformu a výroky namířené proti Asýrii, které v této době byly velmi časté (viz např. kniha Nahum), působí v knize Jeremjáš spíše dojmem zašlých vzpomínek.

### Politický kontext
Jeremjáš působil v Jeruzalémě, kde náležel k „pacifistické“ straně. Naléhal na krále a na dvůr, aby se v nebezpečné politické situaci nesnažili kličkovat a hrát nebezpečné partie, ale aby se dobrovolně podvolili nové mocnosti, babylonskému králi, nespoléhali na svou sílu a na vratkou pomoc Egypta a okolních národů a nepokoušeli se o vzpouru proti Babylonii. Jeremjáš měl co do činění především s posledním judským králem Sidkijášem (597–587/586 př. n. l.). Apeloval především na obrácení a návratu k Bohu, na důvěru v něj, nikoli v člověka, a na přijetí „trestu“, který se zatím projevuje jen ve vazalství. Jeho rad však král ani dvůr nedbali, Judsko povstalo proti Babylonii a bylo v roce 587/6 př. n. l. zničeno.

### Počátek prorocké dráhy
Jeho první velké veřejné vystoupení se datuje na začátek kralování Jóšijášova syna Jójakíma, kdy vystoupil v chrámu s dlouhou řečí. Tato řeč byla prvním případem, kdy se mezi kněžími a proroky rozhodovalo o jeho životě a smrti. Od té doby Jeremjáš pro své přesvědčení a poslání velmi trpěl, několikrát se ocitl ve vězení a několikrát téměř ztratil život, ale na rozdíl od jiných proroků (např. Urijáše) nad ním bděla ochranná ruka některých mocných dvořanů nebo štěstí, a tak nakonec vždy vyvázl.
Jeremjáš měl i svého „sekretáře“ či písaře, který se jmenoval Báruch a který zaznamenával Jeremjášova slova a také je hlásal či předčítal, když byl Jeremjáš zrovna ve vězení.

### Stáří
Při dobytí Jeruzaléma babylonským králem Nabukadnezarem II. byl uchráněn, neboť se na něj vztahoval zvláštní výnos chránící jeho osobu. Patrně byla Jeremjášova slova známá obecně a i v Babylonii, kam do židovské obce posílal listy nabádající k přijetí babylonské nadvlády a k podřízení se vládě. Jelikož také vyzýval judského krále, aby se vzdal, předvídal dobytí Jeruzaléma a označoval Nabukadnezara za Božího vyvoleného, znamenal pro Nabukadnezara přítele a spojence. V jednom deuterokanonickém spisu, Druhé knize Makabejské, je zmínka o tom, že před zničením Chrámu stačil Jeremjáš s pomocníky ukrýt schránu smlouvy v jakési jeskyni, která se nachází u hory, „na niž vystoupil Mojžíš, aby spatřil dědictví od Boha“.
Historické stopy po Jeremjášovi se ztrácejí v okamžiku, kdy byl zavražděn judský správce Gedaljáš, dosazený Babyloňany a působící v Mispě, a kdy spiklenci s sebou na útěku do Egypta unesli i Jeremjáše. Není známo přesné datum jeho úmrtí, podle legendy však zemřel v Egyptě „mučednickou smrtí“ – podle midraše byl totiž „ukamenován Židy“.

## Dílo
Život a prorocká činnost Jeremjáše jsou velmi těsně spjaty s dobou těsně předexilní a babylónského zajetí. Nebyl moc oblíbený. Někteří badatelé tvrdí, že kritizoval Josijášovu náboženskou reformu (šlo o to, že byla zrušena všechna božiště a obětiště mimo Jeruzalém, smělo se obětovat jen Hospodinu a jen v Jeruzalémském chrámu). To však není zcela jasné, jelikož Jeremjáš byl po Josiášově reformě sice povolán, ale jeho první veřejné vystoupení v Jeruzalémě se týká až vlády krále Jójakíma. Po této kritice jej málem zabili, byl mu zakázán vstup do chrámové čtvrti, odvrátila se od něj jeho rodina, vesnice, nesměl kázat a jeho spisy byly páleny.

### Báruch
Jeremjáš navazuje na myšlenky Ozeáše a Izajáše. Kritizoval chtivost, hlásal, že právě ona bude cestou k záhubě. Ale dával také naději. Víme toho o něm velmi mnoho, protože vše diktoval svému písaři Báruchovi. Ten je také autorem stejnojmenné deuterokanonické knihy, která je v některých kánonech zařazena mezi knihu Jeremjáš a knihu Pláč. Někteří badatelé soudí, že Báruch může být také autorem životopisné části Jeremjášovy knihy.

### Historický kontext díla
Etapa, kterou komentuje Jeremjáš ve své díle, je dobou, kdy se začíná čím dál víc prosazovat babylónská moc (v čele král Nebukadnezar). Postupně se rozpadá mohutná asyrská říše a také Egypt na tom není nijak růžově. Bitva u Karkemíše je rozhodující, Egypt podléhá Babylónu, díky čemuž se Nebukadnezar dostává na přední pozici moci v regionu. Jeruzalém padl pod náporem Babylónu roku 597 př. n. l. Král Jójakín, který vládl v Jeruzalémě (pzn. V tuto dobu vládl Sidkijáš. ), byl spolu s každým, kdo mohl něčím přispět, přesídlen do Babylónu.
Jeremjáš staví jako důvod toho všeho právě neposlušnost Izraelitů. Je zde krásně vidět paralela s Izajášem a Ozejášem, kteří také kritizovali velké lpění na osobním prospěchu a vlažnou víru v Boha. Podle Jeremjáše jsou Izraelité sami strůjci svého ohrožení. Za tyto myšlenky sklízel velkou kritiku. Staví Nabukadnezara do pozice božího záměru, který má skrze utrpení přimět lid, aby se dal na správnou cestou. Zde se ukazuje další část jeho poselství – naděje. „Izrael zůstává stále vyvolencem Boha“.

### Učení
Jeremjáš ve svém díle nastiňuje lidu, co s ním Bůh zamýšlí. Obrazně vykresluje, jaký je pravý důvod věcí budoucích. Většina ho za tyto myšlenky odsoudila, ale byl to jen pověstný poslední hřebík do rakve. Musí přijít vystřízlivění a náprava. Bude to bolestivý proces, který si však po nesčetných varováních vynutili sami. Není zde jiné cesty. Důležitá je role naděje. Stále existuje. Bůh Izraelity neopustil, jen ví, že už neexistuje jiná cesta k nápravě. Izraelité to musí pochopit a napravit se. Pochopení je nedílná součást tohoto procesu. Jen zjištění důvodů může dopomoct k obrodě. Jeremjáš říká, že Bůh je stále nad námi, a dílo, které tu zanechal, je přípravou k tomu, co je nevyhnutelné. Jeremjáš pochopil, že Židé, kteří se po porážce museli vystěhovat do exilu, věří více v Boha, už proto, aby zachovali sami sebe. Po bolestivé operaci konečně nastává náprava a návrat k Hospodinovi.

### Autorství
Jeremjášovi se připisuje autorství následujících starozákonních knih:
- kniha Jeremjáš
- kniha Pláč

Židovská tradice mu navíc připisuje autorství dalších knih:
- 1. kniha královská
- 2. kniha královská

## Jeremjáš v mormonismu
Jeremjáš je považován za proroka také v mormonismu (americkém odvětví křesťanského proudu). Je zmíněn několikrát v Knize Mormonově, například v 1.Nefim 5:13, 1.Nefim 7:14 nebo Helamanovi 8:20.
"...a také mnohá proroctví, která byla promlouvána ústy Jeremiášovými." (1.Nefi 5:13) "...neboť vizte, odmítli proroky a Jeremiáše uvrhli do vězení." (1.Nefi 7:14)

"...a Jeremiáš byl tentýž prorok, který svědčil o zničení Jeruzaléma, a nyní víme, že Jeruzalém byl zničen podle slov Jeremiášových."
Helaman 8:20
Mormonští teologové často srovnávají ztrátu Jeremjášových svitků (když je král Sedechiáš nechal spálit) se ztrátou 116 stran Knihy Lehiovy (které pravděpodobně spálila manželka Martina Harrise).
Jeremjášovo zjevení v první kapitole Knihy Jeremjáš je v mormonismu užíváno jako jeden z biblických důkazů nauky o předsmrtelné existenci.

## Jeremjáš v islámu
Postava Jeremjáše (arabsky zvaného Aramayah) je také uznávána v islámské tradici. Není sice zmíněn v Koránu, ale pasáž v súře 17:2-8 obsahuje v některých tafsírech (komentářích ke Koránu) výslovnou zmínku o proroku Jeremjášovi. Mnohem více informací o tomto prorokovi však rozvíjí islámská tradice a mytologie, která kromě jiného vypráví o jeho zázračném setkání s prorokem Danielem. Sám Bůh se zjevil Jeremjášovi a přikázal mu, aby odnesl jídlo a pití Danielovi, který byl v daném okamžiku uvězněn ve lví jámě (viz 6.kapitola knihy Daniel).
V deuteronanických knihách (které uznávají některé židovské a křesťanské církve), konkrétně "přídavcích ke knize Daniel", se tentýž příběh odehrává s prorokem Habakukem.
"V Judsku byl prorok Abakuk. Ten připravil pokrm, vložil do košíku chleby a šel na pole, aby to donesl žencům. Hospodinův anděl řekl Abakukovi: „Pokrm, který máš, zanes do Babylónu Danielovi do lví jámy!“ Abakuk namítl: „Pane, Babylón jsem nikdy neviděl a o žádné lví jámě nevím!“ Hospodinův anděl ho tedy uchopil za kštici, držel ho za vlasy a prudkostí svého ducha jej donesl do Babylónu nad jámu. Abakuk zvolal: „Danieli, Danieli, vezmi si pokrm, Bůh ti jej posílá.“ Daniel řekl: „Ty sis na mne vzpomněl, Bože! Neopouštíš ty, kdo tě milují.“ Potom vstal a najedl se. Abakuka však anděl Boží dopravil ihned zpátky do jeho domova." Přídavky k Danielovi, deuterokanonické knihy